# Mgwashi (Korogwe)
Mgwashi è una circoscrizione rurale (rural ward) della Tanzania situata nel distretto di Korogwe, regione di Tanga. Conta una popolazione di 4 231 abitanti (censimento 2022).